# Mhallami
De Mhallami of Mardelli (Arabisch: محلّمي, Mḥallami; Aramees: ܡܚܠ̈ܡܝܐ, Mḥalmoye; Turks: Mıhellemi) vormen een Arabisch-sprekende tribale etnische groep die traditioneel woont in en rond de stad Mardin in het westen van de Aramese regio Tur-'Abdin. De Mhallami zijn overwegend soennitische moslims en spreken een Arabisch dialect dat invloeden van Turks, Koerdisch en Aramees bevat. Sinds 1920 is een aanzienlijk aantal Mhallami naar Libanon geëmigreerd door migratie. Door de Libanese burgeroorlog in de jaren '70 zochten veel Mhallami hun toevlucht in West-Europa, met name in Duitsland. De Mhallami identificeren zichzelf doorgaans als Arabieren, ondanks verschillende theorieën over hun oorsprong, waarbij ze vaak worden geassocieerd met een Aramese afkomst.

## Oorsprong
Verschillende bronnen bevestigen de groep als etnische Arameeërs. De naam Mardelli vindt zijn oorsprong in de naam van Mardin.

De Engelse reiziger Mark Sykes schreef in 1907: 
“Deze stam heeft een unieke geschiedenis. Ze beweren 350 jaar geleden christen te zijn geweest. Tijdens een maïshonger vroegen ze de Syrisch-orthodoxe patriarch toestemming om vlees te eten tijdens de vastentijd. De Syrisch-orthodoxe patriarch weigerde, en ze werden moslims. Ze spreken gemengd Arabisch; vrouwen dragen rode kleding en bedekken niet. İbrahim Pasha zegt nu dat ze een gemengd ras zijn van Arabieren en Koerden. Sommige families zouden nog steeds afstammen van Aramese christenen.”

— Mark Sykes: Caliph’s Last Heritage, London 1915, S. 578
De theorie van Mark Sykes wordt echter niet ondersteund door Ignatius Aphrem I Barsoum, die in The History of Tur Abdin beschrijft dat de bekering van de Mhallami-stammen plaatsvond door de toenemende onderdrukking en vervolging onder Turkse gouverneurs tussen 1583 en 1609, en niet als gevolg van een weigering om vlees te eten tijdens de vastenperiode. Deze theorie wordt eveneens bevestigd door de Aramese oriëntalist Ishaq Armala. Hij gaf aan dat de Aramese christenen die zich onder druk tot de islam bekeerden, zich aan het einde van de 17e eeuw Mhalmoye begonnen te noemen.